# Discòrdies a la carta
Discòrdies a la carta (títol original: Grumpier Old Men) és una pel·lícula estatunidenca dirigida per Howard Deutch, estrenada l'any 1995. Ha estat doblada al català. És continuació del film Dos vells rondinaires. Aquest film és de la sèrie de films que reuneixen Jack Lemmon i Walter Matthau.

## Argument
Després del matrimoni de John i d'Ariel, Max es troba més sol que mai. Jacob li anuncia que hauria de trobar algú. Hostil amb aquesta idea, Max canvia ràpidament de parer quan coneix la bella Maria, nova gerent del magatzem de pesca al costat del llac, i que vol convertir en un restaurant italià. John i Max fan de tot per fer-la marxar, però Maria els declararà la guerra.

## Repartiment
- Jack Lemmon: John
- Walter Matthau: Max
- Ann-Margret: Ariel
- Sophia Loren: Maria Ragetti
- Burgess Meredith: Avi Gustafson
- Daryl Hannah: Mélanie
- Kevin Pollak: Jacob
- Ann Morgan Guilbert: Mama Francesca Ragetti
- Max Wright: l'inspector d'higiene dels restaurants

## Crítica
- "Divertida, guió àgil. Val la pena només per la conversa entre pare i fill sobre la inexplicable supervivència del més ancià"[3]
- "Sense més al·licients que la diàfana presència del pur talent: amb això n'hi ha prou"[4]